# Arjun Rampal
Arjun Rampal (Jabalpur, 26 november 1972) is een Indiaas acteur en filmproducent die voornamelijk in de Hindi filmindustrie werkt.

## Biografie
Rampal maakte zijn acteerdebuut met Pyaar Ishq Aur Mohabbat (2001), zijn eerste succes verkreeg hij met zijn rol in de thriller Aankhen (2002). Zijn andere commercieel succesvolle films zijn onder meer Dil Hai Tumhaara (2002), Don (2006), Om Shanti Om (2007), Housefull (2010), Raajneeti (2010), Ra.One (2011), Kahaani 2: Durga Rani Singh ( 2016) en Nail Polish (2021).
Hij startte zijn eigen filmproductie bedrijf, Chasing Ganesha Films, en produceerde I See You (2006) en de biopic Daddy (2017), waarvoor hij voor het laatst genoemde ook het script schreef.

## Privé
Rampal heeft een Indiase vader en half Indiaas/ half Nederlandse moeder. Hij huwde voormalig Miss India winnares Mehr Jesia in 1998 met wie hij twee dochters heeft. In 2018 ging het stel uitelkaar. In april 2019 kondigde Rampal aan dat zijn nieuwe vriendin, de Zuid-Afrikaanse model Gabriella Demetriades, in verwachting was. Rampal werd in juli van dat jaar vader van een zoon. 

## Filmografie

### Films
| Jaar | Film                        | Rol                                      | Opmerking                          |
| ---- | --------------------------- | ---------------------------------------- | ---------------------------------- |
| 2001 | Pyaar Ishq Aur Mohabbat     | Gaurav Saxena                            |                                    |
| 2001 | Moksha                      | Vikram Saigal                            |                                    |
| 2001 | Deewaanapan                 | Suraj Saxena                             |                                    |
| 2002 | Aankhen                     | Arjun Verma                              |                                    |
| 2002 | Dil Hai Tumhaara            | Dev Khanna                               |                                    |
| 2003 | Dil Ka Rishta               | Jai Mehta                                |                                    |
| 2003 | Tehzeeb                     | Salim Mirza                              |                                    |
| 2004 | 'Asambhav                   | Aditya Arya                              |                                    |
| 2005 | Vaada                       | Rahul Verma                              |                                    |
| 2005 | Elaan                       | Arjun Srivastav                          |                                    |
| 2005 | Yakeen                      | Nikhil Oberoi                            |                                    |
| 2005 | Ek Ajnabee                  | Shekhar Verma                            |                                    |
| 2006 | Humko Tumse Pyaar Hai       | Rohit                                    |                                    |
| 2006 | Darna Zaroori Hai           | Kunal                                    | verhaal Spirits Do Come            |
| 2006 | Kabhi Alvida Naa Kehna      | Jai                                      | gastoptreden                       |
| 2006 | Don                         | Jasjit Ahuja                             |                                    |
| 2006 | Alag                        |                                          | in nummer "Sabse Alag"             |
| 2006 | I See You                   | Raj Jaiswal                              | ook producent                      |
| 2007 | Honeymoon Travels Pvt. Ltd. | Jignesh                                  | gastoptreden                       |
| 2007 | Om Shanti Om                | Mukesh Mehra                             |                                    |
| 2008 | Rock On!!                   | Joseph Mascarenhas                       |                                    |
| 2008 | The Last Lear               | Siddharth Kumar                          | Engelse film                       |
| 2008 | Aamir                       | zichzelf                                 | gastoptreden                       |
| 2008 | EMI                         | Ryan Breganza                            |                                    |
| 2009 | Fox                         | Arjun Kapoor                             |                                    |
| 2010 | Housefull                   | majoor Krishna Rao                       |                                    |
| 2010 | Raajneeti                   | Prithviraj Pratap                        |                                    |
| 2010 | We Are Family               | Aman                                     |                                    |
| 2011 | Rascals                     | Anthony Gonsalves                        |                                    |
| 2011 | Ra.One                      | Ra.One                                   |                                    |
| 2012 | Heroine                     | Aryan Khanna                             |                                    |
| 2012 | Chakravyuh                  | S. P. Adil Khan                          |                                    |
| 2012 | Ajab Gazabb Love            | Karan Singh Chauhan/ Arjun Singh Chauhan |                                    |
| 2013 | Inkaar                      | Rahul Verma                              |                                    |
| 2013 | D-Day                       | Rudra Pratap Singh                       |                                    |
| 2013 | Satyagraha                  | Arjun Pratap                             |                                    |
| 2014 | Familywala                  | Raju                                     |                                    |
| 2015 | Roy                         | Kabir Grewal                             |                                    |
| 2016 | Rock On 2                   | Joseph Mascarenhas                       |                                    |
| 2016 | Kahaani 2: Durga Rani Singh | Inderjeet Singh                          |                                    |
| 2017 | Daddy                       | Arun Gawli                               | ook producent en scenarioschrijver |
| 2018 | Paltan                      | Lt. Rai Singh Yadav                      |                                    |
| 2021 | Nail Polish                 | Siddharth Jaisingh                       |                                    |
| 2022 | The Rapist                  | Aftab Malik                              |                                    |
| 2022 | Dhaakad                     | Rudraveer                                |                                    |
| 2023 | Mystery of the Tattoo       | Karan Abhimanyu                          | gastoptreden                       |
| 2023 | Bhagavanth Kesari           | Rahul Sanghavi                           | Telugu film                        |
| 2024 | Crakk                       | Dev                                      |                                    |
| 2025 | Nikita Roy                  | Sanal Roy                                |                                    |

### Webseries
| Jaar | Serie          | Rol                  | Platform |
| ---- | -------------- | -------------------- | -------- |
| 2017 | Salute Siachen | zichzelf             | ErosNow  |
| 2019 | The Final Call | piloot Karan Sachdev | ZEE5     |
| 2022 | London Files   | detective Om Singh   | Voot     |